# Szczepan Borkowski
Szczepan Borkowski (ur. 26 kwietnia 1929 w Tarnowie, zm. 26 lipca 2003 w Gliwicach) – polski matematyk i mechanik, profesor nauk technicznych.

## Życiorys
W 1955 roku ukończył studia na Politechnice Śląskiej, a w 1962 roku obronił doktorat. W 1975 otrzymał tytuł profesora nauk technicznych. Przez całą karierę naukową związany z Politechniką Śląską; był dziekanem Wydziału Matematyczno-Fizycznego (obecnego Wydziału Matematyki Stosowanej) w latach 1981–1985, kierownikiem Katedry Mechaniki Teoretycznej w latach 1994–1997, a także kierownikiem Zakładu Mechaniki Ośrodków Ciągłych w latach 1984–1999.
Specjalista od nieliniowej teorii powłok, nieliniowej teorii sprężystości i termosprężystości, metod numerycznych rozwiązywania zadań brzegowych termosprężystości, teorii ośrodków niejednorodnych i zagadnień wariacyjnych.
Odznaczony został Złotym Krzyżem Zasługi, Krzyżem Kawalerskim OOP, Medalem „Solidarności”, Medalem KEN oraz odznaczeniami wojewódzkimi i uczelnianymi.